# ایکروار
ایکروار (به مجاری: Ikervár) یک شهرداری در مجارستان است که در واش واقع شده‌است. ایکروار ۳۵٫۳۴ کیلومتر مربع مساحت و ۱٬۸۵۹ نفر جمعیت دارد.